# Kim Rae-won
Đây là một tên người Triều Tiên, họ là Kim.
Kim Rae-won (tiếng Hàn: 김래원; sinh ngày 19 tháng 3 năm 1981) là một nam diễn viên Hàn Quốc. Sau phim điện ảnh Plum Blossom (2000), anh bắt đầu được giới chuyên môn đánh giá cao và xuất sắc nhận được giải thưởng Nam diễn viên mới xuất sắc nhất của Giải điện ảnh Rồng Xanh lần thứ 21. Sau đó Kim Rae Won nhanh chóng chiếm được nhiều cảm tình của khán giả thông qua các tác phẩm nổi bật khác như:  Rooftop Room Cat (2003), My Little Bride  (2004),  Chuyện tình Harvard (2004),  Gourmet (2008), A Thousand Days' Promise (2011) và Punch (2014). Năm 2016, Kim Rae Won tạo nên cơn sốt màn ảnh nhỏ với hình tượng bác sĩ Hong Ji Hong trong phim truyền hình Chuyện tình bác sĩ đóng cùng với Park Shin-hye.

## Sự nghiệp
Kim Rae-won lúc đầu muốn trở thành vận động viên bóng rổ chuyên nghiệp, nhưng khi một chấn thương là dây chằng đầu gối khiến anh từ giã ước mơ tuổi thơ của mình, anh chuyển sang nghệ thuật đóng kịch và học chuyên ngành Kịch và Phim ở Đại học Chung-Ang. Anh đã tạo sự nghiệp của mình trong drama tuổi teen năm 1997 Me, với vai trò là người mới trong câu lạc bộ truyền hình ở trường trung học phổ thông. Điều này đã đưa anh tới drama tuổi teen khác, School 2 (1999) và phim tuổi thành niên Plum Blossom (2000).
Vào năm 2003, Kim bắt đầu có cái tên tắt sau khi chơi với cô gái ngành Luật lười biếng người mà sống thử với một cô gái (Jung Da Bin) trong series nổi tiếng Rooftop Room Cat. Anh sau đó trở thành một nhà nhiếp ảnh tự do người bước vào cuộc sống của một cô gái sống nội tâm trong bộ phim...ing, theo sau là sự trở lại với thể loại hài kịch tình cảm với My Little Bride, trong vai một anh chàng tốt nghiệp đại học bắt buộc phải cưới một cô gái học trường trung học phổ thông (Moon Geun-young). My Little Bride sau đó trở thành thành công rực rỡ và nằm ở vị trí thứ 2 trong những bộ phim Hàn Quốc năm 2004.
Kim tiếp tục thể hiện trong các bộ phim tình cảm trên màn ảnh, trong phim truyền hình Hàn Quốc như Chuyện tình Harvard (2004) và Which Star Are You From (2006). Nhưng trên màn ảnh lớn, anh thể hiện đầy nam tính hơn. Anh trong vai một kẻ xấu ở Mr. Socrates (2005), một tên tội phạm cố gắng trở thành một chiếc lá mới ở Sunflower (2006), và trong vai một nhân vật phản diện trong Insadong Scandal (2009)
Vào năm 2008, Kim trong vai một giáo viên tiểu học yêu một nhà thiết kế trang sức người Hàn gốc Nhật (Mirai Yamamoto) trong bộ phim Nhật tên là Flower Shadow (花影 Hanakage). Vài năm sau đó, anh được phân vai một đầu bếp thông minh đầy khao khát trong Gourmet, một series dựa trên manhwa Sikgaek của Huh Young-man
Kim sau đó thử thể loại tình cảm tâm lý trong A Thousand Days' Promise (2011), bởi nhà viết phim TV nổi tiếng Kim Soo-hyun. Nhân vật của anh đầy nước mắt giữa cô bạn gái lâu năm người mà bố mẹ anh đều đồng ý, và người phụ nữ mà anh yêu nhất (Soo Ae) người mắc căn bệnh Alzheimer giai đoạn đầu.
Vào năm 2012 bộ phim My Little Hero (phát hành toàn cầu như A Wonderful Moment), Kim trong vai một đạo diễn âm nhạc hay giễu cợt người khác người mà "khám phá" một chàng trai trong một cuộc thi thử giọng. Anh bắt đầu trở thành một ngôi sao điện ảnh vào phim kinh dị được cho phép năm 2014, Punch, bộ phim mà anh trong vai một người khởi tố người mà chẩn đoán bệnh giai đoạn cuối và quyết định sử dụng 6 tháng còn lại để hối lộ chính quyền trong hệ thống pháp luật.
Bộ phim dựa trên bộ phim Gangnam Blues, một bộ phim năm 2015 đạo diễn Yoo Ha về một vùng quê hẻo lánh đằng sau sự xuống dốc về việc mở rộng đất đai của Gangnam trong những năm 1970. Kim đã giảm 15 kg để nhân vật mà anh đóng là một tên tội phạm trông thực tế hơn.

## Cuộc sống cá nhân
Kim Rae Won có sở thích câu cá và đánh golf. Anh từng chia sẻ niềm đam mê câu cá của anh được thừa hưởng từ bố. Khi không có kế hoạch đóng phim hoặc phim vừa quay xong, anh sẽ dành phần lớn thời gian để câu cá. Anh cho rằng đây là một cách để giúp anh thư giãn và nhanh chóng cân bằng lại cảm xúc và thoát khỏi vai diễn.
Kim Rae Won không chia sẻ nhiều về mối quan hệ bạn bè của anh ấy trong giới nghệ sĩ. Tuy nhiên trong một buổi livestream trên Vlive khi đang quảng bá cho phim điện ảnh The Prison, anh chia sẻ rằng hay dành thời gian đi câu cá với tiền bối Han Suk Kyu hoặc uống trà trò chuyện với nam diễn viên Jo In Sung. Bên cạnh đó Kim Rae Won cũng có mối quan hệ thân thiết với tiền bối Kim Hae Sook vì đã qua hợp tác đóng vai mẹ - con trong 3 bộ phim: SunFlower - A Thousand Day's Promises - Resurrected Victims. Vì vậy khi gặp nhau, Kim Rae Won luôn không ngần ngại gọi tiền bối Kim Hae Sook là "Mẹ".
Trong gia đình, Kim Rae Won là anh cả và có một người em gái. Anh ấy luôn dành rất nhiều tình cảm cho em gái và hai đứa cháu của mình. Trên Instargram cá nhân (@krw810319), Kim Rae Won thỉnh thoảng vẫn chia sẻ rất nhiều khoảnh khắc vui chơi cùng các cháu của mình.
Từng có nhiều tin đồn về việc gia đình của Kim Rae Won vô cùng giàu có. Tuy nhiên trong chương trình Healing Camp phát sóng vào ngày 14 tháng 1 năm 2013, Kim Rae Won đã chia sẻ: "Đúng là tôi khôn lớn trong một môi trường không thiếu thốn điều gì, nhưng không đến mức gọi quá lên là gia đình hoàng gia". Đồng thời anh cũng xác nhận là mình được thừa kế một căn hộ nhỏ từ khi học cấp 2 và một khoản tiền lớn từ bà ngoại.
Vào ngày 28 tháng 9 năm 2011, khi Kim Rae Won đang uống rượu cùng với các đồng nghiệp của Bless Entertainment tại một quán bar ở Gangnam, Seoul thì có xảy ra một trận cãi vã với một nữ tiếp viên. Theo công bố chính thức từ Bless Entertainment thì giữa các nhân viên của công ty và nữ tiếp viên quầy bar có cãi nhau và sau đó Kim Rae Won đã cố can ngăn rồi cảnh sát đã đến. Sau khi kiểm tra và không thấy có gì bất thường thì cảnh sát đã rời đi và Kim Rae Won không hề bị cảnh sát nghi ngờ bắt giữ để điều tra. Sự việc vốn dĩ chỉ có như vậy nhưng lại bị giới truyền thông Hàn Quốc thêu dệt thành những bài báo giật title câu view. 

## Xuất bản sách
Năm 2008, Kim Rae Won đã cho ra mắt cuốn sách "Kim Rae Won's Meal" (Bữa ăn của Kim Rae Won) nhằm chia sẻ những công thức nấu ăn mà anh ấy đã được học trong quá trình đóng vai đầu bếp trong bộ phim Gourmet và quá trình anh ấy tự lập nấu ăn từ thời trung học. Cuốn sách được xuất bản bởi công ty quản lý Bless Entertainment.

## Phim tham gia

### Phim truyền hình
| Năm       | Tên phim                                    | Trong vai         | Kênh truyền hình |
| --------- | ------------------------------------------- | ----------------- | ---------------- |
| 1997      | Me                                          |                   | MBC              |
| 1998      | Soonpoong Clinic                            | Kim Rae-won       | SBS              |
| 1998      | MBC Best Theater "Her Flower Pot No. 1"     |                   | MBC              |
| 1999      | School 2                                    | Lee Han           | KBS2             |
| 1999      | Hometown of Legends                         | Jang-su, Goguryeo | KBS2             |
| 2000      | 반쪽이네                                    | Choi Jung-shik    | KBS2             |
| 2000      | The Thief's Daughter                        | Deok-gyeong       | SBS              |
| 2001      | Life Is Beautiful                           | Lee Jae-min       | KBS2             |
| 2001      | Wuri's Family                               | Lee Young-hoon    | MBC              |
| 2002      | My Love Patzzi                              | Kim Hyun-sung     | MBC              |
| 2003      | Snowman                                     | Cha Sung-joon     | MBC              |
| 2003      | Rooftop Room Cat                            | Lee Kyung-min     | MBC              |
| 2004      | Say You Love Me                             | Kim Byung-soo     | MBC              |
| 2004      | Chuyện tình Harvard (Love Story in Harvard) | Kim Hyun-woo      | SBS              |
| 2006      | Which Star Are You From                     | Choi Seung-hee    | MBC              |
| 2008      | Gourmet                                     | Lee Sung-chan     | SBS              |
| 2011      | A Thousand Days' Promise                    | Park Ji-hyung     | SBS              |
| 2014      | Punch                                       | Park Jung-hwan    | SBS              |
| 2016      | Chuyện tình bác sĩ (Doctors)                | Hong Ji-hong      | SBS              |
| 2017      | Black Knight: The Man Who Guards Me         | Moon So Ho        | KBS              |
| 2020      | Last Universal Common Ancestor: LUCA        | Ji Oh             | tvN              |
| 2022-2023 | The First Responders (Season 1–2)           | Jin Ho-gae        | SBS              |

### Phim điện ành
| Năm  | Tên phim                 | Trong vai             |
| ---- | ------------------------ | --------------------- |
| 1998 | Scent of a Man           | Kwon Hyuk-soo lúc trẻ |
| 2000 | Harpy                    | Kang Hyun-woo         |
| 2000 | Plum Blossom             | Kim Ja-hyo            |
| 2002 | 2424                     | Han Ik-su             |
| 2003 | ...ing                   | Young-jae             |
| 2004 | My Little Bride          | Park Sang-min         |
| 2005 | Mr. Socrates             | Ku Dong-hyuk          |
| 2006 | Sunflower                | Oh Tae-sik            |
| 2008 | Flower Shadow            | Seung-woo             |
| 2009 | Insadong Scandal         | Lee Kang-jun          |
| 2012 | My Little Hero           | Yoo Il-han            |
| 2015 | Gangnam Blues            | Baek Yong-ki          |
| 2016 | The Prison               | Song Yoo-gun          |
| 2017 | Resurrected Victims (RV) | Seo Jin-hong          |
| 2019 | Long Live The King       | Jang Se-Chool         |
| 2019 | Crazy Romance            | Jae-hoon              |
| 2021 | Decibel                  | Navy commander        |
| 2023 | The Moon                 | Lee Sang-won          |

## Giải thưởng và đề cử
| Năm  | Giải thưởng                                                           | Mục                                              | Bộ phim đề cử                       | Kết quả   |
| ---- | --------------------------------------------------------------------- | ------------------------------------------------ | ----------------------------------- | --------- |
| 1999 | Giải thưởng phim truyền hình KBS                                      | Nam diễn viên trẻ xuất sắc nhất                  | School 2                            | Đoạt giải |
| 2000 | Giải Điện ảnh Rồng Xanh lần thứ 21                                    | Nam diễn viên mới xuất sắc nhất                  | Plum Blossom                        | Đoạt giải |
| 2001 | Giải Đại Chung lần thứ 38                                             | Nam diễn viên mới xuất sắc nhất                  | Harpy                               | Đề cử     |
| 2002 | Giải thưởng phim truyền hình MBC                                      | Nam diễn viên mới xuất sắc nhất                  | My Love Patzzi                      | Đề cử     |
| 2003 | Giải thưởng ngôi sao xuất sắc nhất Andre Kim                          | Giải thưởng ngôi sao xuất sắc nhất               | N/A                                 | Đoạt giải |
| 2003 | Giải thưởng trang phục xuất sắc nhất                                  | Trang phục xuất sắc nhất                         | N/A                                 | Đoạt giải |
| 2003 | Giải thưởng phim truyền hình MBC                                      | Nam diễn viên được yêu thích nhất                | Rooftop Room Cat                    | Đoạt giải |
| 2003 | Giải thưởng phim truyền hình MBC                                      | Nam diễn viên xuất sắc nhất                      | Rooftop Room Cat                    | Đoạt giải |
| 2004 | Giải thưởng nghệ thuật Baeksang                                       | Nam diễn viên xuất sắc nhất (TV)                 | Rooftop Room Cat                    | Đề cử     |
| 2004 | Giải Đại Chung lần thứ 41                                             | Nam diễn viên mới xuất sắc nhất                  | My Little Bride                     | Đoạt giải |
| 2004 | Giải thưởng phim truyền hình KBS                                      | Nam diễn viên được cộng đồng mạng yêu thích nhất | Love Story in Harvard               | Đoạt giải |
| 2004 | Giải thưởng phim truyền hình KBS                                      | Top 10 ngôi sao                                  | Love Story in Harvard               | Đoạt giải |
| 2004 | Giải thưởng phim truyền hình KBS                                      | Nam diễn viên xuất sắc nhất, drama đặc biệt nhất | Love Story in Harvard               | Đề cử     |
| 2004 | Giải thưởng phim truyền hình KBS                                      | Nam diễn viên xuất sắc nhất                      | Love Story in Harvard               | Đề cử     |
| 2005 | Giải thưởng nghệ thuật Baeksang                                       | Nam diễn viên nổi tiếng nhất                     | My Little Bride                     | Đoạt giải |
| 2006 | Ngày tiết kiệm lần thứ 43                                             | Presidential Commendation                        | N/A                                 | Đoạt giải |
| 2006 | Giải thưởng phim truyền hình MBC                                      | Nam diễn viên xuất sắc nhất                      | Which Star Are You From             | Đề cử     |
| 2007 | Giải thưởng ngôi sao xuất sắc nhất Andre Kim                          | Ngôi sao xuất sắc nhất                           | N/A                                 | Đoạt giải |
| 2007 | Giải thưởng ngôi sao điện ảnh Hàn Quốc lần thứ 1                      | Hành động xuất sắc nhất                          | Sunflower                           | Đoạt giải |
| 2008 | Giải thưởng phim truyền hình Hàn Quốc lần thứ 2                       | Nam diễn viên xuất sắc nhất                      | Gourmet                             | Đoạt giải |
| 2008 | Giải thưởng phim truyền hình KBS                                      | Top 10 ngôi sao                                  | Gourmet                             | Đoạt giải |
| 2008 | Giải thưởng phim truyền hình KBS                                      | Nam diễn viên xuất sắc nhất, drama đặc biệt nhất | Gourmet                             | Đề cử     |
| 2008 | Giải thưởng phim truyền hình KBS                                      | Nam diễn viên xuất sắc                           | Gourmet                             | Đề cử     |
| 2011 | Giải thưởng phim truyền hình KBS                                      | Top 10 ngôi sao                                  | A Thousand Days' Promise            | Đoạt giải |
| 2011 | Giải thưởng phim truyền hình KBS                                      | Nam diễn viên xuất sắc nhất, drama đặc biệt nhất | A Thousand Days' Promise            | Đoạt giải |
| 2015 | Giải thưởng nghệ thuật Baeksang lần thứ 51                            | Nam diễn viên xuất sắc nhất (TV)                 | Punch                               | Đề cử     |
| 2015 | Giải thưởng ngôi sao APAN lần thứ 4                                   | Nam diễn viên xuất sắc nhất trong miniseries     | Punch                               | Đề cử     |
| 2015 | Giải thưởng phim truyền hình KBS                                      | Diễn viên của năm (giải thưởng PD)               | Punch                               | Đoạt giải |
| 2015 | Giải thưởng phim truyền hình KBS                                      | Nam diễn viên xuất sắc nhất trong drama ngắn     | Punch                               | Đề cử     |
| 2015 | Giải thưởng phim truyền hình KBS                                      | Giải thưởng Grand (Daesang)                      | Punch                               | Đề cử     |
| 2016 | Giải thưởng ngôi sao APAN lần thứ 5                                   | Nam diễn viên xuất sắc nhất trong miniseries     | Doctors                             | Đề cử     |
| 2016 | Giải thưởng phim truyền hình Hàn Quốc lần thứ 9                       | Giải thưởng Grand (Daesang)                      | Doctors                             | Đề cử     |
| 2016 | Giải thưởng phim truyền hình SBS                                      | Nam diễn viên xuất sắc nhất trong drama ngắn     | Doctors                             | Đoạt giải |
| 2016 | Giải thưởng phim truyền hình SBS                                      | Giải thưởng Grand (Daesang)                      | Doctors                             | Đề cử     |
| 2016 | Giải thưởng phim truyền hình SBS                                      | Cặp dôi đẹp nhất trong phim (với Park Shin Hye)  | Doctors                             | Đề cử     |
| 2018 | Giải thưởng phim truyền hình KBS                                      | Top nam diễn viên xuất sắc nhất                  | Black Knight: The Man Who Guards Me | Đề cử     |
| 2018 | Giải thưởng phim truyền hình KBS                                      | Nam diễn viên được yêu thích bởi Netizen         | Black Knight: The Man Who Guards Me | Đề cử     |
| 2018 | Giải thưởng phim truyền hình KBS                                      | Nam diễn viên xuất sắc nhất trong drama ngắn     | Black Knight: The Man Who Guards Me | Đề cử     |
| 2018 | Giải thưởng phim truyền hình KBS                                      | Cặp đôi đẹp nhất trong phim (với Shin Se Kyung)  | Black Knight: The Man Who Guards Me | Đề cử     |
| 2019 | Liên hoan phim Quốc tế Chungbuk International Martial Arts And Action | Nam diễn viên xuất sắc nhất                      | Long Live The King                  | Đoạt giải |